# Heterocrepidius ferrugineus
Heterocrepidius ferrugineus là một loài bọ cánh cứng trong họ Elateridae. Loài này được Lucas miêu tả khoa học năm 1857.